# Regio XII Piscina Publica
La Regio XII Piscina Publica era la dodicesima delle 14 regioni di Roma augustea classificata poi nei Cataloghi regionari della metà del IV secolo. Prese il nome dalla Piscina Publica, un antico bacino che era stato realizzato in questa regione e che era già scomparsa nel II secolo d.C., come riportato da Festo.
La regione confinava a nord, per un breve tratto, con la Regio XI Circus Maximus, a est/nordest con la Regio I Porta Capena, da cui era separata dalla Via Appia, e a nord-ovest con la Regio XIII Aventinus.

## Topografia
La Regio XII augustea era la più meridionale della città e comprendeva il Piccolo Aventino.
Alla metà del IV secolo l'ampiezza della Regio era indicata nei Cataloghi regionari in 12.000 piedi romani, pari a circa 3.550 metri.

## Caratteristiche
La Regio era divisa in 17 vici (rioni), 17 aediculae (edicole), 2.487 insulae (caseggiati), 113 domus (case patrizie), 27 horrea (magazzini), 63 balnea (bagni), 81 laci (fontane) e 20 pistrina (panetterie). L'area era sorvegliata da 2 curatores e da 48 vicomagistri.
La principale viabilità della regione comprendeva la Via Nova, il Clivus Delphini, il Vicus Piscinae Publicae, il Vicus Portae Naeviae, e il Vicus Portae Raudusculanae.

## Principali monumenti pubblici
I principali monumenti pubblici di questa regione erano:
- l'Area radicaria,
- il Campus Lanatarium,
- la Piscina Publica,
- la Porta Capena e la Porta Raudusculana (mura serviane),
- la Porta Ostiense, la Porta Ardeatina e la Porta Appia (mura aureliane),
- le sette case dei Parti,
- la Statio cohortis IIII vigilum,
- il tempio della Bona Dea (anche detto della Bona Dea Subsaxana),
- il tempio della Fortuna Mammosa,
- il tempio di Iside Athenodoria,
- le terme di Caracalla o Antoniniane,
- il mitreo delle Terme di Caracalla.

Inoltre, nella regione si trovava la residenza privata dell'imperatore Adriano, i Privata Hadriani, e altre notevoli dimore private:
- la casa di Cilone,
- la casa di Cornificia,